# Својанов
Својанов (чеш. Svojanov) је насељено мјесто са административним статусом варошице (чеш. městys) у округу Свитави, у Пардубичком крају, Чешка Република.

## Становништво
Према подацима о броју становника из 2014. године насеље је имало 379 становника.